# Buhlebenkhosi Dlamini
Buhlebenkhosi Dlamini (11 novembre 1997) è un principe swati.

## Biografia
Il principe Buhlebenkhosi è uno dei quattro figli del re Mswati III e di Sindi Motsa.
Frequentò le scuole secondarie nel Regno Unito e si è laureato in Commercio e Business Internazionale in lingua inglese alla Shih Chien University di Taiwan nel 2018.
Come valedictorian tenne un discorso sia in cinese mandarino che in inglese alla Sun Yat-sen Memorial Hall, alla presenza del vicepresidente Chen e del ministro degli esteri Wu.
Ha lavorato sull'isola come stagista in una banca e conseguito un master nello stesso ateneo nel 2020. La scelta di continuare gli studi nello stesso Paese attenuò le preoccupazioni sui rapporti diplomatici fra Taiwan ed eSwatini, l'unico suo alleato africano.

## Ascendenza
|                            |     |                    | Genitori           |  |  | Nonni |  |  | Bisnonni                 |  |  | Trisnonni                  |  |
|                            |     |                    |                    |  |  |       |  |  | Ngwane V dello Swaziland |  |  | Dlamini IV dello Swaziland |  |
|                            |     |                    |                    |  |  |       |  |  | Ngwane V dello Swaziland |  |  | Dlamini IV dello Swaziland |  |
|                            |     | Labotsibeni Mdluli |                    |  |  |       |  |  | Ngwane V dello Swaziland |  |  |                            |  |
| Sobhuza II dello Swaziland |     |                    |                    |  |  |       |  |  | Ngwane V dello Swaziland |  |  |                            |  |
|                            |     | Lomawa Ndwandwe    | Ngolotjeni Nxumalo |  |  |       |  |  |                          |  |  |                            |  |
|                            |     | Lomawa Ndwandwe    | Ngolotjeni Nxumalo |  |  |       |  |  |                          |  |  |                            |  |
|                            |     | Lomawa Ndwandwe    | Msindvose Ndlela   |  |  |       |  |  |                          |  |  |                            |  |
| Mswati III di eSwatini     |     | Lomawa Ndwandwe    |                    |  |  |       |  |  |                          |  |  |                            |  |
|                            |     | Mfelani Tfwala     | ...                |  |  |       |  |  |                          |  |  |                            |  |
|                            |     | Mfelani Tfwala     | ...                |  |  |       |  |  |                          |  |  |                            |  |
|                            |     | Mfelani Tfwala     | ...                |  |  |       |  |  |                          |  |  |                            |  |
| Ntfombi Tfwala             |     | Mfelani Tfwala     |                    |  |  |       |  |  |                          |  |  |                            |  |
|                            |     | ...                | ...                |  |  |       |  |  |                          |  |  |                            |  |
|                            |     | ...                | ...                |  |  |       |  |  |                          |  |  |                            |  |
|                            |     | ...                | ...                |  |  |       |  |  |                          |  |  |                            |  |
| Buhlebenkhosi Dlamini      |     | ...                |                    |  |  |       |  |  |                          |  |  |                            |  |
|                            | ... | ...                |                    |  |  |       |  |  |                          |  |  |                            |  |
|                            | ... | ...                |                    |  |  |       |  |  |                          |  |  |                            |  |
|                            | ... | ...                |                    |  |  |       |  |  |                          |  |  |                            |  |
| ...                        | ... |                    |                    |  |  |       |  |  |                          |  |  |                            |  |
|                            |     | ...                | ...                |  |  |       |  |  |                          |  |  |                            |  |
|                            |     | ...                | ...                |  |  |       |  |  |                          |  |  |                            |  |
|                            |     | ...                | ...                |  |  |       |  |  |                          |  |  |                            |  |
| Sindi Motsa                |     | ...                |                    |  |  |       |  |  |                          |  |  |                            |  |
|                            |     | ...                | ...                |  |  |       |  |  |                          |  |  |                            |  |
|                            |     | ...                | ...                |  |  |       |  |  |                          |  |  |                            |  |
|                            |     | ...                | ...                |  |  |       |  |  |                          |  |  |                            |  |
| ...                        |     | ...                |                    |  |  |       |  |  |                          |  |  |                            |  |
|                            |     | ...                | ...                |  |  |       |  |  |                          |  |  |                            |  |
|                            |     | ...                | ...                |  |  |       |  |  |                          |  |  |                            |  |
|                            |     | ...                | ...                |  |  |       |  |  |                          |  |  |                            |  |
|                            |     | ...                |                    |  |  |       |  |  |                          |  |  |                            |  |